# Bezirkskliniken Schwaben
Die Bezirkskliniken Schwaben mit Sitz in Augsburg ist eine Krankenhausgruppe. Ihre Häuser versorgen mit mehr als 3.300 Mitarbeitern jährlich über 76.000 Patienten, davon rund 23.207 stationär. An sieben Standorten in Bayerisch-Schwaben bieten die Bezirkskliniken eine psychiatrische, neurologische und neurochirurgische Versorgung an. Der Bereich Wohnen und Fördern mit psychiatrisch-therapeutischen Pflegeheimen, Tagesstätten und ambulant betreutem Wohnen bietet Tagesstrukturierung und Begleitung für seelisch pflegebedürftige bzw. behinderte Menschen. Im Jahr 2012 (2009) erwirtschaftete das Unternehmen rund 196,5 (174,2) Mio. Euro. Insgesamt verfügen die Kliniken des Unternehmens über 1.718 Planbetten.
Die Bezirkskliniken Schwaben wurden zum 1. Januar 2008 im Zuge einer Rechtsformänderungen vom Eigenbetrieb zum Kommunalunternehmen (Anstalt des öffentlichen Rechts) des Bezirks Schwaben gewandelt.

## Geschichte der stationären Psychiatrie im Bezirk Schwaben
Die Geschichte der stationären Psychiatrie in Schwaben beginnt mit der Eröffnung der Schwäbischen Kreisirrenanstalt im ehemaligen Benediktinerkloster Irsee am 1. September 1849. Bald stellte sich heraus, dass dieses Krankenhaus, damals für ganz Schwaben zuständig, so überfüllt war, dass eine neue Klinik geplant wurde. Am 1. August 1876 wurde die Kreis Heil- und Pflegeanstalt bei Kaufbeuren eingeweiht. In den folgenden 50 Jahren gingen von Kaufbeuren viele Impulse für die Entwicklung der stationären Psychiatrie aus: es führte damals das aus England kommende No-restraint-System ein, bemühte sich also um die Abschaffung von Zwangsmaßnahmen und später eine Politik der offenen Tür, mit dem Ziel, Normalität und Humanität ins Krankenhaus einziehen zu lassen. Die Einführung der Arbeitstherapie und die so genannte Offene Fürsorge, also der schwerpunktmäßig ambulanten Behandlung der Kranken, kennzeichnen die Entwicklung in den ersten 3 Jahrzehnten des 20. Jahrhunderts. 1915 wurde die Heil- und Pflegeanstalt Günzburg mit zunächst 15 männlichen Patienten aus Kaufbeuren eröffnet.
Die Zeit des Nationalsozialismus war auch für die Kliniken in Günzburg und die Heil- und Pflegeanstalt Kaufbeuren-Irsee ein dunkles Kapitel. Für den September 1939 ist die erste planmäßige Krankenverlegung aus anderen Anstalten nach Günzburg zur Weiterverlegung in Tötungsanstalten dokumentiert. Damit nimmt die Aktion T4 in Günzburg ihren Lauf. Günzburg wird von November 1943 an vom Krankenhaus Augsburg als Ausweichkrankenhaus verwendet. Nachdem alle Patienten der Heil- und Pflegeanstalt Günzburg mit der Jahreswende 1943/44 in die Anstalt Kaufbeuren verlegt worden waren, wurde die gesamte Kapazität Günzburgs vom Krankenhaus Augsburg zur Patientenversorgung in Anspruch genommen. Im Rahmen des nationalsozialistischen Euthanasieprogramms wurden aus Kaufbeuren unter der Leitung von Valentin Faltlhauser 685 Patienten in so genannte Vernichtungskliniken geschickt, um dort getötet zu werden. Zwischen 1940 und Kriegsende wurden in Kaufbeuren selbst 1573 Menschen getötet. Auf dem Gelände des Schwäbischen Bildungswerkes in Kloster Irsee sowie auf dem Gelände der Bezirkskrankenhäuser Kaufbeuren und Günzburg stehen jeweils Mahnmale, die an diese Zeit erinnern, eine Dokumentation über die Ereignisse dieser Zeit ist ebenfalls publiziert worden. Die Irseer Abteilung für psychisch Kranke wurde 1972 aufgelöst. 1975 erschien ein im Auftrag der Bundesregierung erstellter Enquête-Bericht zur Lage der Psychiatrie. In diesem Bericht wurden die Richtlinien einer umfassenden Reform der psychiatrischen Versorgung aufgezeichnet, die in Bayern 1980 mit der Veröffentlichung des ersten Landesplanes für Psychiatrie begann.
Noch in den 1980er Jahren gab es in Günzburg und Kaufbeuren jeweils knapp 1000 Betten, wovon die Hälfte von so genannten Langzeitpatienten belegt war, also Menschen, die im Krankenhaus dauerhaft wohnten. Diese Situation änderte sich grundsätzlich in den folgenden Jahren. Für fast 500 Langzeitpatienten wurden Lebensmöglichkeiten in Form von einzelbetreutem Wohnen, Wohngemeinschaften, Familienpflege und manchmal auch in Heimen außerhalb des Krankenhauses gefunden. Kein Mensch sollte mehr langfristig im Krankenhaus sein oder gar dort leben. Der Vorrang der ambulanten Hilfen vor den stationären war Leitgedanke beim Aufbau eines ambulanten Netzes an Hilfsangeboten in der Region. In den Folgejahren wurde mit Eröffnung der Bezirkskrankenhäuser Kempten (1986), Augsburg (1989), Memmingen (1995) und der Tagesklinik Lindau (1999) der Aufbau einer wohnortnahen Patientenversorgung initiiert.

## Übersicht über Standorte und Leistungsspektrum
- Bezirkskrankenhaus Augsburg – Klinik für Psychiatrie, Psychotherapie und Psychosomatik, Akademisches Lehrkrankenhaus der Ludwig-Maximilian-Universität München mit 362 Betten, 32 Tagklinikplätzen, fünf spezialisierten Ambulanzen, Notaufnahme, Konsiliardienst im Klinikum Augsburg. Unter anderem befindet sich eine Klinik für Abhängige von illegalen Drogen mit stationärem, teilstationärem und ambulantem Angebot auf dem Gelände.
- Bezirkskrankenhaus Günzburg – Klinik für Psychiatrie, Psychotherapie und Psychosomatik mit 332 Betten und 2 teilstationären Plätzen, Klinik für Forensische Psychiatrie und Psychotherapie mit 85 Behandlungsplätzen, Klinik für Neurochirurgie mit 52 Betten, Klinik für Neurologie und Neurologische Rehabilitation mit 59 Betten. Abteilungen bzw. Sektionen für Neuroanästhesie, Neuropathologie, Neuroradiologie und Gerontopsychiatrie. Die Kliniken für Psychiatrie, Psychotherapie, Psychosomatik und Neurochirurgie mit der Sektion Neuroradiologie sind zugleich Kliniken für das Universitätsklinikum Ulm mit Aufgaben in universitärer Forschung und Lehre.
- Abteilung für Psychiatrie und Psychotherapie an der Donau-Ries-Klinik – Abteilung der Klinik für Psychiatrie, Psychotherapie und Psychosomatik des Bezirkskrankenhauses Günzburg mit 18 Betten auf der Kriseninterventionsstation, 18 Plätzen in der Tagesklinik und Institutsambulanz. Die Abteilung ist räumlich integriert in die örtliche Donau-Ries-Klinik.
- Bezirkskrankenhaus Kaufbeuren – Klinik für Psychiatrie, Psychotherapie und Psychosomatik mit 220 vollstationären und 20 teilstationären Behandlungsplätzen, Klinik für Forensische Psychiatrie und Psychotherapie mit 150 Behandlungsplätzen, Klinik für Neurologie mit 44 Betten (inkl. 6 Betten Stroke Unit und 2 Betten zur Frührehabilitation) und 3 teilstationären tagesklinischen Plätzen. Zentren für Gerontopsychiatrie, Suchtmedizin sowie Heilpädagogik
- Bezirkskrankenhaus Kempten – Klinik für Psychiatrie, Psychotherapie und Psychosomatik, Akademisches Lehrkrankenhaus der Universität Ulm mit 120 Betten, 35 teilstationären Plätzen, Institutsambulanz. Eine sogenannte Memory Clinic (Gedächtnissprechstunde) bietet Unterstützung für über 50-Jährige mit Gedächtnisproblemen oder Orientierungsschwierigkeiten einschließlich neuropsychologischer Diagnostik. Außerdem gibt es eine psychotherapeutische Abteilung, eine Abteilung für Suchtmedizin und für Allgemeinpsychiatrie sowie eine große Institutsambulanz.[7]
- Bezirkskrankenhaus Memmingen – Klinik für Psychiatrie, Psychotherapie und Psychosomatik mit 40 Betten, zwölf Tagesklinikplätzen und Institutsambulanz. Die Klinik ist räumlich integriert in das Klinikum Memmingen und übernimmt dort beispielsweise die Psychoonkologische Betreuung für Patienten des Brust-, Darm- und Prostatazentrums sowie der Palliativstation.
- Tagesklinik Lindau – 20 Behandlungsplätze für Menschen mit verschiedenen psychiatrischen Erkrankungen, als Alternative bzw. Ergänzung zu einer vollstationären Klinikbehandlung, auch als stabilisierende Nachbehandlung. 1999 eröffnet. Organisatorisch gehört sie zum BKH Kempten.